# Martinho Nobre de Melo
Martinho Nobre de Melo GCC • GCSE (Santo Antão, Cabo Verde, 24 de Dezembro de 1891 — Lisboa, 26 de Dezembro de 1985) foi um intelectual, jornalista e político de origem cabo-verdiana, foi professor da Faculdade de Direito da Universidade de Lisboa e um dos teóricos do corporativismo português. Foi Ministro dos Negócios Estrangeiros de Portugal, embaixador de Portugal no Brasil e director do Diário de Notícias. Colaborou nas revistas Contemporânea (1915-1926), A Sátira  (1911), Serões  (1901-1911) e Nação Portuguesa.

## Biografia
Fez os estudos primários na sua vila natal tendo como professor o poeta José Lopes da Silva e, aos dez anos de idade, seguiu para Portugal a fim de continuar os seus estudos. Nunca mais voltaria a residir em Cabo Verde. Estudou no Colégio de São Fiel, que ficava no concelho de Castelo Branco, colégio esse frequentado por outros cabo-verdianos e que seria encerrado com a expulsão dos Jesuitas de Portugal na sequência da proclamação da Repùblica em 1910.
Foi maçon, tendo sido iniciado na Loja Fiat Lux de Lisboa em 1912 do Grande Oriente Lusitano Unido, com o nome simbólico de Ibsen.
Formou-se em Direito na Faculdade de Direito da Universidade de Coimbra, seguiu a carreira académica e foi professor catedrático da Faculdade de Direito da Universidade de Lisboa. Monárquico, foi Ministro da Justiça aos 26 anos de idade no governo de Sidónio Pais, em 1918, e Ministro dos Negócios Estrangeiros aos 35 anos no governo do general Manuel Gomes da Costa, em 1926. Foi embaixador, poeta, escritor e director de jornais.
Escreveu temas musicais no âmbito da Canção de Coimbra, sendo o mais famoso da sua autoria o "Fado da Ansiedade", com música de Francisco Menano. Na sua juventude defendeu a causa africana, mas depois de adulto foi um dos expoentes do Estado Novo.
A 19 de Abril de 1930 foi agraciado com a Grã-Cruz da Ordem Militar de Nosso Senhor Jesus Cristo e a 20 de Maio de 1935 foi agraciado com a Grã-Cruz da Antiga, Nobilíssima e Esclarecida Ordem Militar de Sant'Iago da Espada, do Mérito Científico, Literário e Artístico.